# Marthe Vogt
Marthe Louise Vogt (8 septembre 1903 – 9 septembre 2003) est une neuroscientifique et pharmacologue allemande. Elle est connue pour ses recherches sur le rôle des neurotransmetteurs dans le cerveau,, en particulier les sympathines comme l'adrénaline. 

## Biographie

### Famille et études
Née à Berlin, elle est la fille des neurologue Cécile Vogt-Mugnier et Oskar Vogt, et la sœur aînée de la cancérologue et neurologue Marguerite Vogt.
Elle étudie la médecine et la chimie à l’université de Berlin (1922 - 1927). Elle obtient son titre de docteur en médecine grâce à ses recherches sur l’anatomie microscopique du cerveau humain. Elle obtient également un doctorat en chimie pour ses recherches en biochimie sur le métabolisme des glucides (1927 - 1929), à l’Institut Kaiser-Wilhelm.

## Carrière scientifique
En 1929, elle entre à l’institut pharmacologique de Berlin, sous la direction de Paul Trendelenburg. Elle y rencontre Edith Bülbring, Wilhelm Feldberg et Ullrich Georg Trendelenburg. Elle se forme en endocrinologie et s’initie à des techniques expérimentales d’analyse pharmacologique. Au début des années 1930, elle est devenue une pharmacologue réputée en Allemagne, et en 1931, elle est nommée cheffe de la division chimie de l’institut Kaiser Wilhelm "pour la science du cerveau". Ses travaux se concentrent sur l’étude du système nerveux central et les effets des drogues sur le cerveau.
Devant la montée du nazisme en Allemagne, Vogt et d’autres scientifiques décident de partir en Angleterre. En 1935, elle arrive à la Fondation Rockefeller, puis intègre la Société Pharmacologiste Britannique. Elle travaille avec Henry Hallett Dale à l’institut national pour la recherche médicale, à Londres. En 1936, elle est coautrice avec lui et Feldberg d’un article intitulé Libération d'acétylcholine au niveau des terminaisons nerveuses motrices volontaires. Dale remporte en 1936 le Prix Nobel de physiologie ou médecine, sur la base des travaux décrits dans cet article, et il cite ses deux coauteurs dans sa conférence.
Fin 1935, pour la seconde partie de son séjour à la Fondation Rockefeller, Vogt commence à travailler à Cambridge, avec le professeur E.B. Varney et des subventions de la Royal Society. L’année suivante, elle reçoit la bourse de recherche Alfred Yarrow, de la part du Girton College. En 1938, elle reçoit un doctorat honorifique de Cambridge, ou elle travaille comme démonstratrice en pharmacologie et physiologie.
Sa nationalité allemande donne lieu à une enquête des services de renseignements britanniques en 1940. Elle est alors classée en catégorie A, car sa démission d’un poste permanent n’a pas été accepté par les autorités allemandes. Elle est jugée et condamnée à être internée, mais fait appel de la décision. La mobilisation de ses collègues et amis lui permet de poursuivre son travail à Cambridge. 
Elle y travaille pendant encore cinq ans, sur des sujets liés à l'hypertension et à la fonction des glandes surrénales. En 1947, elle devient maîtresse de conférences puis lectrice en pharmacologie à l'université d'Édimbourg, où elle poursuit ses travaux sur les substances transmetteuses, en publiant des recherches sur la sérotonine et la réserpine. Elle publie avec Feldberg un ouvrage réputé : La synthèse de l'acétylcholine dans différentes régions du système nerveux central. Ce document fourni les premières preuves du rôle de l’acétylcholine en tant que neurotransmetteur et démontre la distribution régionale des systèmes cholinergiques dans le cerveau.
En 1949, elle devient professeure invitée à l'université Columbia de New York. Au cours des trente années suivantes, elle partage son temps entre Cambridge, Londres et Edimbourg. En 1960, elle revient à Cambridge pour diriger l'unité de pharmacologie de l'Institut Babraham. Elle prend sa retraite en 1968 et poursuit ses recherches jusqu'en 1990.
Elle passe ses dernières années à La Jolla avec sa sœur Marguerite Vogt.

## Distinctions
Elle est élue membre de la Royal Society en 1952 et membre de l'académie américaine des arts et des sciences en 1977.
Elle reçoit la médaille royale en 1981 pour ses recherches sur la biochimie et la pharmacologie des synapses qui sont fondamentales à la neuropharmacologie moderne.

## Publications
- (en) H.H. Dale, Wilhelm Feldberg et M. Vogt, « 'Release of Acetylcholine at Voluntary Motor Nerve Endings' », Journal of Physiology, vol. 86, no 4,‎ 1936, p. 1936
- (en) W. Feldberg et M. Vogt, « Acetylcholine synthesis in different regions of the central nervous system », Journal of Physiology, vol. 107, no 3,‎ 1948, p. 372–381 (DOI 10.1113/jphysiol.1948.sp004282, lire en ligne)
- (en) Erich Muscholl et Marthe Vogt, « The action of reserpine on the peripheral sympathetic system », Journal of Physiology, vol. 141, no 1,‎ 1958, p. 132–155 (DOI 10.1113/jphysiol.1958.sp005961, lire en ligne)